# Wodzisław
Wodzisław è un comune rurale polacco del distretto di Jędrzejów, nel voivodato della Santacroce.
Ricopre una superficie di 176,66 km² e nel 2004 contava 7 653 abitanti.